# Музкол
Хребе́т Музко́л — гірський хребет в Таджикистані. Відноситься до гірської системи Паміру.
Простягається із заходу на схід, між долинами річок Кокуйбель на півночі, Мургаб на півдні та Акбайтал — на сході. Найвища точка — пік Радянських Офіцерів (6233 м). Вкритий льодовиками.